# Ancistroxenus obscurisetus
Ancistroxenus obscurisetus är en mångfotingart som först beskrevs av Filippo Silvestri 1898.  Ancistroxenus obscurisetus ingår i släktet Ancistroxenus och familjen Lophoproctidae. Inga underarter finns listade i Catalogue of Life.